# عصام (أرحب)

تعديل مصدري - تعديل

عصام هي إحدى قرى عزلة الخميس بمديرية أرحب التابعة لمحافظة صنعاء، بلغ تعداد سكانها 1249 نسمة حسب تعداد اليمن لعام 2004.